# Маркіє (Совмее-Сара)
Маркіє (перс. مركيه) — село в Ірані, у дегестані Маркіє, у бахші Мірза-Кучек-Джанґлі, шагрестані Совмее-Сара остану Ґілян. За даними перепису 2006 року, його населення становило 1625 осіб, що проживали у складі 416 сімей.

## Клімат
Середня річна температура становить 14,00 °C, середня максимальна – 27,77 °C, а середня мінімальна – -1,61 °C. Середня річна кількість опадів – 792 мм.
| Клімат поселення                              | Клімат поселення | Клімат поселення | Клімат поселення | Клімат поселення | Клімат поселення | Клімат поселення | Клімат поселення | Клімат поселення | Клімат поселення | Клімат поселення | Клімат поселення | Клімат поселення | Клімат поселення |
| Показник                                      | Січ.             | Лют.             | Бер.             | Квіт.            | Трав.            | Черв.            | Лип.             | Серп.            | Вер.             | Жовт.            | Лист.            | Груд.            |                  |
| Середній максимум, °C                         | 8,18             | 9,36             | 12,38            | 17,90            | 22,26            | 25,23            | 27,77            | 27,35            | 24,34            | 20,94            | 16,18            | 11,72            |                  |
| Середня температура, °C                       | 3,28             | 4,45             | 7,48             | 13,00            | 17,36            | 20,32            | 23,40            | 22,98            | 19,98            | 16,56            | 11,81            | 7,35             |                  |
| Середній мінімум, °C                          | −1,61            | −0,44            | 2,58             | 8,09             | 12,46            | 15,42            | 19,02            | 18,60            | 15,60            | 12,19            | 7,42             | 2,98             |                  |
| Норма опадів, мм                              | 82               | 66               | 68               | 54               | 38               | 24               | 13               | 35               | 77               | 114              | 97               | 124              |                  |
| Середньомісячна швидкість вітру, м/с          | 2.27             | 2.33             | 2.38             | 2.30             | 2.30             | 2.60             | 2.50             | 2.40             | 2.12             | 2.01             | 1.90             | 1.96             |                  |
| Середньомісячна сонячна радіація, кДж/м²·день | 6870             | 9108             | 11169            | 15875            | 20104            | 22828            | 23543            | 19937            | 16317            | 11193            | 8611             | 6645             |                  |
| --------------------------------------------- | ---------------- | ---------------- | ---------------- | ---------------- | ---------------- | ---------------- | ---------------- | ---------------- | ---------------- | ---------------- | ---------------- | ---------------- | ---------------- |
| Джерело:                                      |                  |                  |                  |                  |                  |                  |                  |                  |                  |                  |                  |                  |                  |